# هربرت لورانس بريدغمان
هربرت لورانس بريدغمان (بالإنجليزية: Herbert Lawrence Bridgman)‏ هو مستكشف وصحفي أمريكي، ولد في 1844، وتوفي في 24 سبتمبر 1924.